# Брукингс (Южная Дакота)
Брукингс (англ. Brookings) — город и окружной центр округа Брукингс в Южной Дакоте. Население 22 056 человек (на 2010 год) — четвёртое место в штате. В Брукингсе расположен Университет штата Южная Дакота — крупнейшее учебное заведение штата.

## История
Своим появлением Брукингс обязан строительству железной дороги: возникший как станция в 1879 году, он оказался единственным городом в округе, через который проходила железная дорога. В результате многие жители округа переселились туда. Город был назван в честь Уилмота Брукингса — одного из первых судей и политиков Южной Дакоты.

## Демография
Согласно переписи населения 2010 года, в Брукингсе проживали 22 056 человек. В расовом плане 92,1 % — белые, 1,1 % — негры, 1 % — индейцы, 3,7 % — азиаты, 0,5 % — другие расы, 1,6 % — отнесли себя к двум и более расам. Доля латинос составила 1,5 %.
Среди белых 44,5 % составляют американцы немецкого происхождения, 24,8 % — американцы норвежского происхождения.

## Экономика
Один из главных работодателей города — Университет штата Южная Дакота. В Брукингсе также есть предприятия, производящие электронные вывески и медицинское оборудование. Уровень безработицы составляет 3 %.